# Gazaeta
Gazaeta es un despoblado que actualmente forma parte del concejo de Berrosteguieta, que está situado en el municipio de Vitoria, en la provincia de Álava, País Vasco (España).

## Toponimia
A lo largo de los siglos ha sido conocido con los nombres de Gaçaheta, Gazahaeta, Gazaheta, Gazata, Gazetta (Santa María de) y Gaztheta.

## Historia
Documentado desde 1025 (Reja de San Millán), fue uno de los pueblos agregados a Vitoria en 1332.